# Ристе Ристески
Ристе Блажев Ристески (на македонска литературна норма: Ристе Блажев Ристески) е австралийски общественик от Македония. Ристески е сред най-активните македонски дейци в Австралия, борец за Обединена Македония, като самостоятелна държава.

## Биография
Роден е на 1 октомври 1931 година в мияшкото село Гари, Кралство Югославия. Баща му е преследван от югославските власти. След Втората световна война, Ристески се преселва в Щип, където баща му има гостилница. Работи като горски пъдар в Прилепско и задочно получава диплома за горски техник.
В Прилеп Ристески влиза в антиюгославска група, наречена ВМРО (възобновена), стремяща се към независимост и обединение на Македония чрез въстание. В групата членуват хора от Битоля, Прилеп, Демир Хисар. На 30 юни 1967 година след предателство, групата е разбита и Ристески е осъден на 5 години затвор, от които излежава две години в Идризово. При побоищата губи зрението си с едното око.
След освобождението си от затвора в 1969 година, Ристески емигрирав Австрия, а след това в Западна Германия, където е в лагер за емигранти и оттам на 12 юли 1970 година се установява в Швеция, където сътрудничи с Миле Илиевски, издател на вестник „Македония“, орган на Освободителния комитет на Македония. По-късно двамата влизат в конфликт.
Заселва се в Австралия и продължава да работи за Движението за освобождение и обединение на Македония, новото име на ОКМ. Сътрудници на Ристевски са Андон Манев от Мелбърн, както и Михаил Шариновски-Солунски. Ристевски влиза и в конфликт с лидера на ДООМ Драган Богдановски. На IV конгрес на ДООМ на 13 и 14 април 1974 година в Мюнхен, Ристевски става подпредседател на ДООМ и председател на австралийския клон. Запазва поста и на конгреса от 1977 година до V конгрес от 1984 година, на който ДООМ се прекръщава на Народноосвободителен фронт на Македония.
Ристески умира на 8 март 2000 година в Австралия.